# Не играј на Енглезе (филм)
Не играј на Енглезе је српски филм из 2021. године у режији Слободана Пешића и сценарију Владимира Ђурђевића.
Филм је премијерно приказан на 56. Филмским сусретима у Нишу.

## Радња
Буле, Пикси и Паун су дугогодишњи пријатељи који живе у Београду.
Иако веома различитих карактера, имају заједничку страст - клађење на резултате утакмица енглеске фудбалске лиге.
Овога пута, за њих је клађење више од игре јер је сваком од њих очајнички потребан новац.
Током само једног полувремена, прелазећи из комедије у драму и назад, неизвесног резултата ће избацити ненадано на површину сав прљав веш њиховог односа.
Само један резултат ће заувек променити њихове животе и ставити на коцку њихово тридесетогодишње пријатељство.

## Улоге
| Глумац                 | Улога                           |
| ---------------------- | ------------------------------- |
| Данијел Сич            | Паун                            |
| Марко Живић            | Пикси                           |
| Иван Томић             | Буле                            |
| Исидора Грађанин       | Сузана/Aвганистански преводилац |
| Франо Ласић            | Димитрије                       |
| Милорад Капор          | Грегорије                       |
| Весна Чипчић           | Касирка                         |
| Марија Вицковић        | Паунова друга жена              |
| Павле Веселиновић      | Булетов брат                    |
| Мариана Аранђеловић    | Полицајка                       |
| Ђорђе Крећа            | Возач                           |
| Ирена Мишовић          | Лепа Ката                       |
| Матија Муњижа Петровић | Лепи Катан                      |